# ونینگتون، لانکاشر
ونینگتون (به انگلیسی: Wennington) یک روستا و محله مدنی در بریتانیا است که در لنکستر واقع شده‌است. ونینگتون ۱۷۸ نفر جمعیت دارد.